# Liste der Staatsoberhäupter 209
Übersicht
◄◄ | ◄ | 205 | 206 | 207 | 208 | Liste der Staatsoberhäupter 209 | 210 | 211 | 212 | 213 | ► | ►►

Weitere Ereignisse

## Afrika
- Aksumitisches Reich
  - König: Gadarat (um 200)

- Römisches Reich
  - Provincia Romana Aegyptus
    - Präfekt: Tiberius Claudius Subatianus Aquila (206–210)

## Asien
- Armenien
  - König: Chosroes I. (ca. 190–216)

- Charakene
  - König: Maga (ca. 195–ca. 210)

- China
  - Kaiser: Han Xiandi (189–220)

- Iberien (Kartlien)
  - König: Rev I. (189–216)

- Indien
  - Satavahana
    - König: Vijaya (199–ca. 210)

- Japan (Legendäre Kaiser)
  - Kaiserin: Jingū (200–269)

- Korea
  - Baekje
    - König: Chogo (166–214)

  - Gaya
    - König: Geodeung (199–259)

  - Goguryeo
    - König: Sansang (197–227)

  - Silla
    - König: Naehae (196–230)

- Kuschana
  - König: Vasudeva I. (184–220)

- Osrhoene
  - König: Abgar VIII. (167–212)

- Partherreich
  - Schah (Großkönig): Vologaeses VI. (207–227)

## Europa
- Bosporanisches Reich
  - König: Sauromates II. (174/175–210/211)

- Römisches Reich
  - Kaiser: Septimius Severus (193–211)
    - Konsul: Lucius Aurellius Commodus Pompeianus (209)
    - Konsul: Quintus Hedius Lollianus Plautius Avitus (209)

  - Provincia Romana Britannia
    - Legat: Lucius Alfenus Senecio (205–212)

  - Provincia Romana Hispania citerior
    - Legat: Marcus Nummius Umbrius Primus Senecio Albinus (209–212)